# Herb gminy Szypliszki
Herb gminy Szypliszki – jeden z symboli gminy Szypliszki, ustanowiony 15 maja 2012.

## Wygląd i symbolika
Herb przedstawia na tarczy  w polu złotym na zielonej górze czarny pień dębu z odrastającymi dwiema gałązkami po bokach – każda z dwoma listkami i jednym żołędziem.